# Хохлов, Александр Леонидович
Александр Леонидович Хохлов (род. 23 июня 1965) — российский ученый, физиолог, клинический фармаколог. Академик РАН (с 2022), профессор, доктор медицинских наук (с 1998). Заведующий кафедрой ЯГМУ Минздрава России (с 1999). Главный специалист департамента здравоохранения и фармации Ярославской области и главный клинический фармаколог Центрального федерального округа Российской Федерации. Эксперт РАН медико-биологических наук отделения медицинских наук РАН. Заместитель председателя Совета по биоэтике Минздрава Российской Федерации (с 2013), председатель профильной комиссии Министерства здравоохранения РФ. Автор более 400 научных работ, индексируемых в РИНЦ, Scopus, WoS, 9 монографий, 6 патентов. Ректор Ярославского государственного медицинского университета (приказом министерства здравоохранения РФ с 2022).

## Биография
Окончил с отличием лечебный факультет Ярославского медицинского института — ныне Ярославский государственный медицинский университет (1988), а также юридический факультет Международного института экономики и права (2014). После окончания аспирантуры на кафедре фармакологии (в 1991 г.) преподаёт в альма-матер, прошёл путь от ассистента до декана. В 1990 г. защитил кандидатскую диссертацию, а в 1998 году — докторскую. С 1998 г. — профессор, профессор кафедры фармакологии, с 1999 г. заведующий кафедрой клинической фармакологии с курсом института последипломного образования альма-матер (до 2014 года — академия), входит в её учёный совет и этический комитет, также руководит Центром клинико-фармакологических исследований ЯГМУ (с 2012), председатель проблемной университетской комиссии исследований лекарственных препаратов, член диссертационного совета при ВолгГМУ.
Являлся деканом лечебного факультета (в 2007—2011, его заместитель с 2006 года) и (с 2008) помощником ректора по инновационной деятельности ЯГМУ.
Подготовил 26 кандидатов и 4 докторов наук.
Главный редактор журнала «Медицинская этика» (печатный орган Совета по этике Минздрава России), член редколлегий российских журналов «Лекарственные препараты и рациональная фармакотерапия», «Качественная клиническая практика», «Архив внутренней медицины», «Терапия», «Фармакогенетика и фармакогеномика», «Ведомости Научного центра экспертизы средств медицинского применения», «Медицинская визуализация», журнала Европейского общества клинической фармакологии и фармакотерапии «Clinical Therapeutics».
Врач-терапевт высшей категории. В 2022 году был избран академиком РАН по специальности «клиническая фармакология». Эксперт РАН, член бюро секции медико-биологических наук отделения медицинских наук РАН.
Заместитель председателя Совета по этике Министерства здравоохранения Российской Федерации (с 2013), заместитель председателя профильной комиссии Министерства здравоохранения РФ по специальности клиническая фармакология, член учебно-методической комиссии по клинической фармакологии Федерального учебно-методического объединения, член правления Ассоциации современной фармацевтической промышленности и инновационной медицины Ярославской области, межрегиональной общественной организации «Ассоциация клинических фармакологов», член центрального совета Российского научного медицинского общества терапевтов.

## Награды
Награждён грамотами губернатора Ярославской области, знаком «Отличник здравоохранения», медалью международной ассоциации клинических фармакологов и фармацевтов. Лауреат социальной премии за организацию фармакоэкономических исследований «DaSigna».

## Научные труды
Автор более 400 научных статей, 9 монографий, 30 учебных пособий, 6 патентов, соавтор Национального руководства по клинической фармакологии и Федерального руководства по использованию лекарственных средств.